# Zdeněk Kaňák
Zdeněk Kaňák (4. října 1910 Brno – 4. října 1991 Brno) byl český dirigent, sbormistr a pedagog.

## Život
Pocházel z učitelské rodiny. Vystudoval reálné gymnázium v Kroměříži a přírodovědeckou fakultu v Brně. Základní hudební vzdělání získal ve škole Moravana v Kroměříži. Vedle studia přírodních věd navštěvoval také přednášky z hudební vědy na brněnské filozofické fakultě. Studoval skladbu u Václava Kaprála, zpěv u Bohumila Soběského a řízení sboru u Viléma Steinmana.
Nejprve vyučoval matematiku a chemii na gymnáziích a průmyslových školách, později v Třebíči a v Brně hudební výchovu a hudební pedagogiku. V roce 1950 se stal lektorem metodiky hudební výchovy a konsultantem dálkového studia na Pedagogické fakultě Masarykovy univerzity. Od roku 1957 byl vedoucím kabinetů hudební výchovy a chemie při Krajském ústavu pro další vzdělávání učitelů v Brně.
Ve všech svých působištích se zabýval organizací hudebního života a řídil místní pěvecké sbory. (Pěvecký sbor hudebně-taneční školy při brněnské konzervatoři, vedoucí pěveckého souboru OpUs v Brně, vedoucí sboru Sokola Brno I. aj.) Vyučoval rovněž na brněnské konzervatoři a sbíral lidové písně na Třebíčsku.

## Dílo

### Orchestrální skladny
- Houslový koncert B-dur (1926)
- Tři české tance (1952)
- Tři moravské tance (1953)

### Komorní skladby
- 8 smyčcových kvartetů
- Dechový kvintet (1933)
- Fantasie pro housle, violoncello a varhany (1942)
- 3 klavírní sonáty
- Variace pro klavír (1943)
- Preludia (varhany, 1933–1955)

### Sbory
Ženské
- Žák, Parašutistky, Ze školy (1953)
- Učitel (k narozeninám B. Steinmanna, 1955)
- Dvojzpěvy z Moravy (1954 a 1957)

Mužské
- Svět se otvírá (1938)
- Dva sbory o hřbitově (na slova Zdeňka Spilky a Jiří Wolkra, 1944)
- Tobě (1951)
- Pyšný ještěr (slova Petr Bezruč, 1955)
- Dělnický vlak, Lipová alej (slova Stanislav Kostka Neumann, 1951)

### Kantáty
- Nezapomeneme (1951)
- Boháč a smrt (1955)

### Pedagogická díla
- Hudební výchova pro 8. ročník: pokusná učebnice
- Hudební výchova pro 9. ročník škol základního vzdělání
- Hudební výchova pro 2. ročník pedagogických škol

Kromě toho je autorem řady instruktivních skladeb, scénické hudby k činohrám a dětským hrám, hudby ke cvičením a budovatelských písní poplatných své době.
Z lidových písní, které sbíral na Třebíčsku byly tiskem vydány Třebíčské koledy (Fr. Vítek, Třebíč, 1943).